# マチェイ・スコルジャ
- マチェイ・スコルジャ
- マシエイ・スコルツァ

マチェイ・スコルジャ（波: Maciej Skorża、ポーランド語発音: [ˈmat͡ɕɛj ˈskɔrʐa] 、1972年1月10日 - ）は、ポーランド・ラドム出身の元プロサッカー選手、サッカー指導者。現役時代のポジションはディフェンダー（DF）。現在はJリーグ・浦和レッズの監督を務める。

## 来歴
ラドミアク・ラドムとAZS-AWF ワルシャワで選手として活動するが、現役2年足らずで引退、指導者の道へ歩む。

### 指導者として

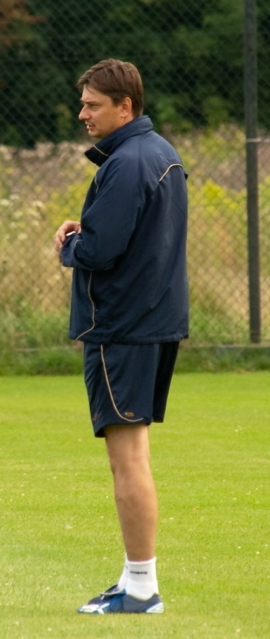
ヴィスワ・クラクフ時代（2009年）

1994年、レギア・ワルシャワのユースチームのコーチとして指導者としての活動を始める。4年間コーチを務めた後、1998–99シーズンにSMSピアセチュノのコーチに就任。 1999年から2003年はアミカ・ロンキのユースチームのコーチを務め、2002年にはチームをリーグタイトルに導いた。また、ヴィスワ・プウォツクの指導を行っていたミロスワフ・ヤブロンスキの補佐としても活動した。
2003年5月、ポーランド代表監督に就任したパヴェウ・ヤナスの下でアシスタントコーチに就任。しかし、ポーランドが2006 FIFA ワールド カップグループAで敗退（1勝2敗）すると、ポーランドサッカー協会はヤナス及びスコルジャを含む代表スタッフ全員を解任した。

#### ヴィスワ・プウォック監督
ヴィスワ・プウォックで助監督として短期間活動した後、2004年にアミカ・ロンキにトップチーム監督として復帰。2004–05シーズンにはクラブをポーランドのサッカークラブとして初めてUEFAカップグループステージへと導く。
2006–07シーズンにはディスコボリア・グロジスク・ヴィエルコポルスキの監督に就任し、ポーランド・カップとエクストラクラサ・カップを制し、クラブに初タイトルをもたらす。

#### ヴィスワ・クラクフ監督
2007年6月13日にはヴィスワ・クラクフの監督に就任し、2007–08シーズンと2008–09シーズンでエクストラクラサを連覇。しかし2010年3月15日、チームがリーグ首位を守っていたにもかかわらず、ヴィスワ・クラクフの取締役会は3試合未勝利となったことを理由にスコルジャを解任した。

#### レギア・ワルシャワ監督
6月1日、レギア・ワルシャワの監督に就任。 2012年5月30日まで2年間監督を務め、退任後はサウジ・プロフェッショナルリーグのアル・イテファク（アル・エティファク）の監督を務める。

#### レフ・ポズナン監督
2014年9月1日、レフ・ポズナンの監督としてクラブと3年契約を結ぶ。就任初年度、ヴィスワ・クラクフとの試合（この試合は2014-15シーズン最多観客動員となる41,545人の観衆が詰めかけた）がスコアレスドローとなってエクストラクラサを制し、自身3度目のタイトル獲得となる。翌シーズン、大会史上最多の40,088人の観客を集めたポーランド・スーパーカップでレギア・ワルシャワを3対1で下す。

#### U-23アラブ首長国連邦代表監督
2018年3月から2年間はU-23アラブ首長国連邦代表の監督を務めた。

#### レフ・ポズナン監督へ復帰
2021年4月10日、レフ・ポズナンへの監督復帰が発表され、4月12日に監督就任。クラブ創立100周年を迎えた2021–22シーズンに、クラブを8回目の優勝に導き、ポーランド・カップでも準優勝する。 2022年6月6日、一身上の理由で契約を解除する。

#### 浦和レッズ監督
2022年11月10日、Jリーグ・浦和レッズの2023年シーズンからの監督就任が発表された。当初、浦和は監督の氏名を「マシエイ・スコルツァ」と表記していたが、2023年1月6日付のニュースリリース以降はJリーグへの登録表記に合わせて「マチェイ・スコルジャ」に変更している。リーグ戦4連勝した際に興梠慎三は
「今までやってきた中でも本当に良い監督だと思いますし、選手を平等に見てくれているので、ああいう人には結果で恩返ししたいと思います」と話した。就任僅か4ヶ月ほどで、AFCチャンピオンズリーグ優勝へ導いた。
ACL優勝、リーグ4位、ルヴァン杯準優勝と結果を残したが、プライベートの事情により双方合意の上、2023年11月21日、2023年シーズンをもって監督を退任することが発表された。
2024年8月27日、監督として再びチームを指揮することが発表された。

## タイトル

### 監督
アミカ・ウロンキ
- ポーランドユース選手権：2002

ディスコボリア
- ポーランド・カップ：2006–07
- エクストラクラサ・カップ：2007

ヴィスワ・クラクフ
- エクストラクラサ：2007–08, 2008–09

レギア・ワルシャワ
- ポーランド・カップ：2010–11, 2011–12

レフ・ポズナン
- エクストラクラサ：2014–15, 2021–22
- ポーランド・スーパーカップ：2015

浦和レッズ
- AFCチャンピオンズリーグ：2022

### 個人
- J1リーグ月間優秀監督賞：2025年4月